# Princípio da moralidade
O Princípio da moralidade é um dos princípios pelos quais se rege o Direito Administrativo brasileiro. Esse princípio evita que a Administração Pública se distancie da moral e obriga que a atividade administrativa seja pautada não só pela lei, mas também pela boa-fé, lealdade e probidade.